# Terra Nova (televisieserie)
Terra Nova is een Amerikaanse sciencefictionserie voor televisie die uitgezonden werd tussen september en december 2011 op FOX. De twee uur durende première werd uitgezonden op 26 september 2011. In België werd het programma sinds maandag 12 december 2011 uitgezonden op 2BE. Vanaf 19 juli 2012 was Terra Nova in Nederland te zien op RTL 5.

## Verhaal
Het verhaal begint in het jaar 2149, een tijd waarin al het leven op de planeet Aarde wordt bedreigd door de wereldwijde luchtvervuiling en overbevolking. Buiten moet men een zuurstofmasker dragen dat de lucht zuivert. In Hope Plaza, een reusachtige ringstructuur in Chicago, ontdekken wetenschappers een scheur in de ruimte-tijd (wormgat) waardoor het voor mensen mogelijk wordt 85 miljoen jaar terug in de tijd te reizen naar de late Krijtperiode. Nadat wetenschappers allerlei testen hadden gedaan en een portaal hadden gebouwd, kozen ze Nathaniel Taylor uit om als eerste door het portaal heen te gaan en de omgeving te verkennen. Uiteindelijk gaf Taylor het sein dat het veilig genoeg was om Terra Nova te bouwen. Dit gaf de mensheid een tweede kans. Mensen werden in pelgrimstochten door het portaal geleid, zodat ze in Terra Nova en nieuw leven konden starten. Helaas gaat het portaal maar een kant op, men kan nooit meer terugkeren naar de 22e eeuw.
Het gezin Shannon, bestaande uit Jim, Elisabeth, Maddy en Josh werd onderzocht door de politie toen ze nog in de 22e eeuw leefde, vanwege verdenking van gezinsuitbreiding, en dit klopte ook. De politie ontdekte Zoë Shannon, een derde kind van Jim en Elisabeth, zusje van Maddy en Josh. Volgens de wet mocht men maar twee kinderen hebben en niet meer. Om Zoë te beschermen, viel Jim de agenten aan, en werd hij gearresteerd vanwege het aanvallen van ambtenaren in functie. Hij kreeg een celstraf. Twee jaar later werd zijn vrouw gerekruteerd voor Terra Nova vanwege haar functie als arts, en wilde ze Jim ook meenemen. Om dat voor elkaar te krijgen, betaalde ze veel geld aan een bewaker in de gevangenis van Jim, zodat ze vijf minuten met hem kon praten en hem een laser kon geven, verstopt in een zuurstofmasker. Zo ontsnapte Jim uit de gevangenis en slaagde hij erin om door het portaal te rennen en Zoë erdoor te smokkelen. Aangekomen bij Terra Nova, worden ze aangesproken door commandant Taylor. Ze overtuigen hem om te mogen blijven, en om Zoë te mogen houden.
In Terra Nova starten ze een nieuw leven tussen dinosauriërs en Zessers (Sixers), een terreurbeweging die tegen Terra Nova en Taylor vechten. Hun doel is om Terra Nova over te nemen van Taylor, en om het portaal beide kanten op te laten gaan, zodat mensen ook weer terug naar de 22e eeuw kunnen reizen. Commandant Taylors zoon, Lucas, heeft hier veel mee te maken. Hij haat zijn vader en wil dit ten koste van alles voor elkaar krijgen. In de serie beleven het gezin Shannon en Taylor met zijn soldaten spannende avonturen met veel verlies maar ook geluk.

## Afleveringen
| Aflevering | Titel           | Regisseur        | Uitzenddatum: Verenigde Staten – België – Nederland    |  |
| --- | --------------- | ---------------- | ------------------------------------------------------ |  |
| 1 | Genesis: Part 1 | Alex Graves      | 26 september 2011 – 12 december 2011 – 19 juli 2012    |  |
| De familie Shannon woont op de zwaar vervuilde Aarde in 2149 waar wegens de overpopulatie wettelijk maar twee kinderen per gezin toegelaten zijn. Nadat de familie betrapt wordt op het hebben van drie kinderen, valt vader Jim de politie aan en wordt hij veroordeeld tot zes jaar gevangenisstraf in de zwaarbeveiligde Golad Gevangenis. Twee jaar later worden de moeder, Elisabeth, en de twee oudste kinderen, Josh en Maddy, gerekruteerd om met de Tiende Pelgrimstocht naar Terra Nova af te reizen, een kolonie die 85 miljoen jaar in het verleden is opgestart. Omdat het een enkele reis is, en Elisabeth niet zonder Jim wil vertrekken, besluit ze dat Jim moet ontsnappen. Wanneer Jim ontsnapt is en daarna weer weet in te breken in Hope Plaza waar het tijdreisplatform ligt, reizen ze 85 miljoen jaar terug in de tijd naar Terra Nova en smokkelen ze Zoe met zich mee. Aangekomen in Terra Nova worden ze aangesproken door commandant Nathaniel Taylor over hun acties, maar ze mogen blijven en Zoe houden. Elisabeth krijgt een functie als arts en Jim krijgt een functie in de groendienst. |                 |                  |                                                        |  |
| 2 | Genesis: Part 2 | Alex Graves      | 26 september 2011 – 12 december 2011 – 19 juli 2012    |  |
| Jim weet een moordaanslag op commandant Taylor te voorkomen en wordt vervolgens aangewezen als politieagent van de kolonie. Na de moordaanslag leert Jim over de Zessers (Sixers), een rebellengroep waarvan Mira de leidster is, die met de Zesde Pelgrimstocht meekwamen en zich tegen Terra Nova keerden. Ondertussen gaat Josh op stap buiten de hekken van Terra Nova met enkele andere tieners waaronder de charmante wees Skye. Maar tijdens dit tripje worden ze aangevallen door vleesetende dinosauriërs, en raken er verschillende mensen gewond. Ook zitten ze met een zwaargewonde Zesser opgeschept in een van de rovers van de Zessers. De soldaten van Terra Nova zetten een zoek- en reddingsactie op en uiteindelijk vinden ze de vermiste tieners. |                 |                  |                                                        |  |
| 3 | Instinct        | Jon Cassar       | 3 oktober 2011 – 19 december 2011 – 26 juli 2012       |  |
| Nadat twee soldaten een lekke band krijgen, moeten ze stoppen om deze te vervangen. Maar ze worden aangevallen door mysterieuze dinosaurussen. Commandant Taylor beveelt de soldaten van Terra Nova om de vermiste soldaten te zoeken, nadat ze niks meer van hen hebben vernomen. Ze ontdekken dat ze zijn aangevallen door een onbekende soort pterosauriërs. Deze dinosaurussen komen altijd naar een vaste plaats om te broeden en Terra Nova blijkt precies op die plaats gebouwd te zijn. De onbekende dinosaurussen vallen daarom Terra Nova aan en commandant Taylor, Jim, Alicia Washington, Malcolm Wallace en Elisabeth moeten een manier vinden om deze gevaarlijke wezens van Terra Nova weg te leiden. |                 |                  |                                                        |  |
| 4 | What Remains    | Nelson McCormick | 10 oktober 2011 – 26 december 2011 – 26 juli 2012      |  |
| Buitenpost 3 (Outpost 3) heeft al 72 uur niets meer van zich laten horen. Taylor beslist om ter plaatse te gaan kijken wat daar gebeurd is en vraagt Elisabeth om mee te gaan. Daar aangekomen ontdekken Taylor en Elisabeth dat de crew een ziekte heeft opgelopen dat geheugenverlies veroorzaakt en er daarom voor zorgt dat de crewleden gevangen zit in hun verleden. Taylor besluit Buitenpost 3 in quarantaine te plaatsen. Als Jim hoort dat zijn vrouw opgesloten zit, vertrekt hij samen met Malcolm naar Buitenpost 3 om haar te helpen een medicijn uit te vinden. |                 |                  |                                                        |  |
| 5 | The Runaway     | Jon Cassar       | 17 oktober 2011 – 2 januari 2012 – 2 augustus 2012     |  |
| Leah Markos, een jong meisje, wordt buiten de hekken van Terra Nova gevonden. Ze is erg bang, maar vertelt uiteindelijk dat ze ontsnapt is uit de huisvestiging van de Zessers, en dat haar ouders dood zouden zijn. Riley en Alicia gaan op zoek naar de rugzak van het meisje waarvan ze beweert dat ze het verloren heeft tijdens de jacht op haar, maar tijdens de zoektocht worden de twee aangevallen door Zessers en gegijzeld. Mira weet namelijk dat Leah naar Terra Nova is gevlucht en wil haar terug. Ondertussen hebben de Shannons de kleine Leah in hun huis opgevangen. Taylor maakt een afspraak met Mira hij zijn soldaten terug krijgt, en dat het meisje zelf mag kiezen of ze met Mira terug gaat of niet, en uiteindelijk kiest Leah toch voor Terra Nova. Maar al gauw ontdekt Taylor dat er zich een mol in Terra Nova bevindt die informatie lekt aan de Zessers. De volgende dag is er ingebroken in het oude huis van Mira in Terra Nova, en is Leah verdwenen. Net als Leah naar het hek, dat Terra Nova omringt, wil rennen om te ontsnappen; wordt ze tegengehouden door Jim en Alicia en wordt ze naar Taylor gebracht, waar ze gehoord worden door Jim en Taylor. Het blijkt dat Leah een vreemd voorwerp uit het oude huis van Mira heeft gestolen en dat ze dit moest doen van Mira omdat ze anders haar broertje pijn zou doen. Taylor gelooft haar niet en zet haar onder toezicht. Maar Jim heeft zo zijn twijfels. Hij komt erachter dat wat Leah vertelt, de waarheid is en besluit om de Zessers te vinden en Leahs broertje te redden. Leah wordt herenigd met haar broertje en een vrouw die met de derde pelgrimstocht meekwam biedt hun onderdak. |                 |                  |                                                        |  |
| 6 | Bylaw           | Nelson McCormick | 31 oktober 2011 – 9 januari 2012 – 2 augustus 2012     |  |
| De kolonie krijgt te maken met een moord. Jim en Taylor gaan op onderzoek uit om de dader te vinden. Al snel blijkt dat het een groot complot is. Het slachtoffer is in de val gelokt en werd gedood door een dinosaurus. Josh werkt ondertussen in de bar van Boylan. Josh probeert samen met Skye een manier te vinden om zijn vriendin Kara, die in 2149 leeft, naar Terra Nova te krijgen. Hiervoor moet hij contact zien te leggen met Mira, de leidster van de Zessers. Dit lukt, maar Mira vertelt Josh dat ze hem ooit nodig zal hebben om zaken te doen voor de Zessers, en dat hij dan niet mag tegenstribbelen en geen vragen mag stellen. Ondertussen probeert Elisabeth samen met Malcolm en Zoe een ongeboren ankylosaurus te redden. |                 |                  |                                                        |  |
| 7 | Nightfall       | Jon Cassar       | 7 november 2011 – 16 januari 2012 – 9 augustus 2012    |  |
| Een grote meteoor stort neer op de Aarde vlak bij Terra Nova en veroorzaakt problemen in Terra Nova. Alle technologie en beveiliging valt uit. Dit zorgt ervoor dat de kolonie onbeschermd is tegen de dinosaurussen, maar ook tegen de Zessers. De Zessers leiden het leger en Taylor af door een grote, gevaarlijke dinosaurus op Terra Nova af te sturen. Ondertussen sluipen Mira en haar mannen Terra Nova binnen om het vreemde object wat Leah van Mira moest stelen, alsnog te stelen. Taylor en Jim komen hierachter als ze de dinosaurus verjaagd hebben, en kunnen Mira niet meer stoppen. |                 |                  |                                                        |  |
| 8 | Proof           | Bryan Spicer     | 14 november 2011 – 23 januari 2012 – 9 augustus 2012   |  |
| Om Kara, Josh' vriendin, naar Terra Nova te krijgen, moet Josh van Mira antibiotica stelen uit het ziekenhuis waar zijn moeder werkt. Josh wil een bewijs dat Mira woord zal houden. Daarom laat Mira hem met Kara praten die nog steeds in 2149 leeft. Als Maddy ontdekt dat een nieuwe, beroemde wetenschapper in Terra Nova geheimen achterhoudt, komt haar leven in gevaar. Ondertussen doen Taylor en Jim onderzoek naar wie er in het ziekenhuis heeft ingebroken. Zoe waarschuwt haar vader Jim dat Maddy in gevaar is, en hij komt meteen in actie. Josh geeft toe aan zijn ouders dat hij de dader is die heeft ingebroken in het ziekenhuis, en vertelt waarom. Jim is woedend op Boylan want hij zou Josh gemotiveerd hebben. |                 |                  |                                                        |  |
| 9 | Vs              | Bryan Spicer     | 21 november 2011 – 30 januari 2012 – 16 augustus 2012  |  |
| Tijdens een ondervraging van Boylan komt Jim te weten dat er een lijk verborgen is in de buurt van Terra Nova, ergens in de jungle. Boylan is alleen zo verward dat hij weigert te spreken met Taylor. Jim vindt het begraven lichaam en denkt dat Taylor hier meer over weet. Taylor komt te weten dat de Zessers contact houden in Terra Nova met behulp van een libel. Door een eenvoudig trucje met geluidssignalen lokt hij het insect naar het huis van Jim, om zo een reden te hebben om hem te ondervragen. Taylor bekent tijdens de ondervraging dat hij moord begaan heeft. Toen de man nog leefde, zou hij gestuurd zijn door dezelfde mensen die de Zessers naar Terra Nova stuurden. Hij was Taylors oude leraar, en hij wilde Taylor vermoorden om zo de nieuwe commandant van Terra Nova te worden, maar I.P.V. dat Taylor vermoord werd, vermoorde Taylor de man. Taylor vertelt ook wat er gebeurd is tussen hem en zijn zoon Lucas. Hij ontdekte dat Lucas contact hield met de Zessers en op zoek was naar een manier om het portaal beide kanten op te laten gaan. Op deze manier zouden ze terug kunnen gaan naar 2149. Taylor wilde hier niks mee te maken hebben en verbande hem uit Terra Nova. 's Avonds viert heel Terra Nova feest om het bestaan van Terra Nova te vieren. |                 |                  |                                                        |  |
| 10 | Now You See Me  | Karen Gaviola    | 28 november 2011 – 6 februari 2012 – 16 augustus 2012  |  |
| Taylor en Mira moeten noodgedwongen samenwerken als ze in de jungle aangevallen worden door dinosauriërs. Ondertussen is Jim tijdelijk commandant in Terra Nova. Hij ontdekt dat er een lichtsignaal wordt gebruikt tussen een spion en de Zessers zodat ze met elkaar kunnen communiceren, en geeft het bevel om de spion te vinden. Skye blijkt de spion te zijn. Ze doet dit om ervoor te zorgen dat haar moeder in leven blijft. Zij is namelijk erg ziek en wordt verzorgd bij de Zessers. Zolang Skye met zinvolle informatie komt opdagen, blijven de Zessers haar moeder verzorgen. Zoe heeft het erg moeilijk om afscheid te nemen van de ankylosaurus, die ondertussen te groot geworden is. Jim vindt een druppel bloed van de spion, maar moet snel handelen als hij informatie wil krijgen over de spion. De bloeddruppel is namelijk in een vloeistof mix van chemische stoffen gevallen, die DNA vernietigd. Gelukkig kan hij nog wel het geslacht van de spion achterhalen uit de bloeddruppel, en komt hij erachter dat de spion een vrouw is. Daarom wordt iedere vrouw in Terra Nova verhoord, inclusief Skye. Skye vraagt aan Josh of hij wil liegen, en zeggen dat hij bij haar was die avond, maar Josh begrijpt niet goed waarom. |                 |                  |                                                        |  |
| 11 | Within          | Karen Gaviola    | 12 december 2011 – 13 februari 2012 – 23 augustus 2012 |  |
| Skye spreekt met Lucas, en hij geeft haar de opdracht om zijn berekeningen te voltooien in Het Oog (The Eye) van Terra Nova. Ze wordt alleen ontmaskerd als ze onder het hek van Terra Nova doorkruipt. Ze zegt tegen Taylor dat ze alleen maar informatie aan de Zessers gaf om haar moeder te redden. Ze waarschuwt hem ook dat Lucas de berekeningen om het portaal beide kanten op te laten gaan bijna voltooid heeft. Taylor wil bewijs dat ze echt met zijn zoon heeft gesproken, en daarop antwoordt ze met een datum: 2138, augustus. Dit overtuigt Taylor en hij gaat samen met Jim naar het portaal toe om Lucas te stoppen. Maar ze zijn te laat. Lucas heeft zijn berekeningen voltooid en springt door het portaal, terug naar 2149 om zijn handlangers te gaan halen. Ondertussen treffen Taylor en zijn leger maatregelen voor de ontvangst van de elfde pelgrimstocht. |                 |                  |                                                        |  |
| 12 | Occupation (1)  | Jon Cassar       | 19 december 2011 – 20 februari 2012 – 23 augustus 2012 |  |
| Wanneer de Elfde Pelgrimstocht arriveert, komt er ook een terrorist met bommen op zijn lichaam door het portaal die exploderen. Jim raakt bij deze aanslag lelijk gewond en Kara sterft. Als Jim drie dagen later in het ziekenhuis wakker wordt, merkt hij op dat de Zessers, samen met de zogenaamde Phoenix Groep, Terra Nova hebben overgenomen. Hun plan is om alle grondstoffen weg te halen en deze naar 2149 te brengen. Aangezien er daar geen grondstoffen meer aanwezig zijn, zijn de grondstoffen van 85 miljoen jaar geleden dat wel. Er is ook geen enkel spoor van commandant Taylor en zijn soldaten meer te bekennen. Jim acteert dat hij psychisch is toegetakeld, en meer dan voor de helft doof is. Hierdoor kan Mira hem niet ondervragen. Elisabeth ontdekt geheime coördinaten op de kogelhulzen die leiden naar de plek waar Taylor en zijn soldaten zich verbergen. Jim probeert stiekem Terra Nova te verlaten om op zoek te gaan naar de commandant. Deze geeft hem een zender mee, om zo contact te houden. Tijdens een gevecht in Boylans café tussen Josh, Jim en Lucas, ontdekt Lucas de zender van Jim. Hij weet dus dat Jim contact heeft met zijn vader. |                 |                  |                                                        |  |
| 13 | Resistance (2)  | Jon Cassar       | 19 december 2011 – 20 februari 2012 – 30 augustus 2012 |  |
| Jim wordt gevangengenomen omdat hij weigert te zeggen waar de commandant zich schuilhoudt. Elisabeth krijgt haar echtgenoot vrij door een slimme list en de familie Shannon ontsnapt uit Terra Nova naar de schuilplaats van de commandant. Tijdens deze ontsnappingspoging wordt Alicia gevangen genomen door Lucas en door hem geëxecuteerd. Commandant Taylor ziet dit door de verrekijker, en is emotioneel gebroken. Aangekomen bij de schuilplek, bedenkt commandant Taylor een plan om Hope Plaza te vernietigen, zodat de grondstoffen niet weggevoerd kunnen worden en er geen nieuwe handlangers van de Zessers bij kunnen komen. Op een avond geeft Zoe de commandant een troostknuffel, om zijn verdriet over Alicia weg te nemen. Als het plan van Taylor wordt uitgevoerd kunnen er ook geen nieuwe mensen in Terra Nova komen wonen. Jim voert dit plan uit met een bom en de hulp van een dinosaurus. Als de Zessers en de Phoenix Groep te horen krijgen dat Hope Plaza vernietigd is, verlaten ze Terra Nova en reizen naar de woestijn. Maar commandant Taylor vermoedt dat de woestijn een aantal geheimen verbergt. Ook ontdekken ze in een van de containers een houten standbeeld van de voorkant van een schip. Dit zet Taylor en zijn mannen aan het denken. |                 |                  |                                                        |  |

## Rolverdeling
| Acteur                | Personage                            | Opmerkingen                                                                        |
| --------------------- | ------------------------------------ | ---------------------------------------------------------------------------------- |
| Jason O'Mara          | Jim Shannon                          | Hoofdpersoon, politieagent                                                         |
| Shelley Conn          | Elisabeth Shannon                    | Hoofdpersoon, arts                                                                 |
| Landon Liboiron       | Josh Shannon                         | Hoofdpersoon, zoon van Jim, bevriend met Skye Alexandria Tate                      |
| Naomi Scott           | Maddy Shannon                        | Hoofdpersoon, dochter van Jim, vriendin van Mark Reynolds                          |
| Alana Mansour         | Zoe Shannon                          | Hoofdpersoon, meegesmokkelde dochter van Jim                                       |
| Stephen Lang          | Commandant Nathaniel Taylor          | Hoofdpersoon, eerste persoon die door portaal ging                                 |
| Simone Kessell        | Luitenant Alicia Washington ("Wash") | Bijrol, soldaat, trouw aan Taylor, 2e commandant                                   |
| Dean Geyer            | Mark Reynolds                        | Bijrol, soldaat, vriendje van Maddy Shannon                                        |
| Emelia Burns          | Reilly                               | Bijrol, soldaat, goed in bommen ontmantelen                                        |
| Rod Hallett           | Dr. Malcolm Wallace                  | Hoofdpersoon, wetenschapper                                                        |
| Damien Garvey         | Tom Boylan                           | Bijrol, eigenaar bar, heeft connecties met Zessers (Sixers)                        |
| Allison Miller        | Skye Alexandria Tate                 | Hoofdpersoon, spion van Zessers (Sixers), bevriend met Josh Shannon                |
| Christine Adams       | Mira                                 | Hoofdpersoon, leidster van Zessers (Sixers), haat Taylor                           |
| Ashley Zukerman       | Lucas Taylor                         | Hoofdpersoon, zoon van Taylor, wil portaal beide kanten op laten gaan, haat Taylor |
| Damian Walshe-Howling | Carter                               | Hoofdpersoon, Zesser                                                               |
| Mido Hamada           | Guzman                               | Bijrol, soldaat                                                                    |
| Eka Darville          | Max                                  | Bijrol, bevriend met Skye Alexandria Tate                                          |
| Aisha Dee             | Tasha                                | Bijrol, bevriend met Skye Alexandria Tate                                          |
| Sam Parsonson         | Hunter                               | Bijrol, bevriend met Skye Alexandria Tate                                          |

## Productie
Er werd aangekondigd dat er geen tweede seizoen zal volgen door te lage kijkcijfers en te hoge kosten van de serie. De opbouw van de scènes vroeg om zeer veel geld. De eerste aflevering alleen al kostte 20th Century Fox 14 miljoen dollar (meer dan 10.000.000 euro) en maakte de reeks de tot dan toe duurste televisieserie ooit. 20th Century Fox gaf de mogelijkheid aan andere netwerken om de serie voort te zetten. Netflix had interesse om Terra Nova over te nemen, maar heeft uiteindelijk ook afgehaakt omwille van het kostenplaatje.